# Osvaldo Fustinoni
Osvaldo Fustinoni (Buenos Aires, 16 de abril de 1909-Íb.25 de mayo de 2000) fue un médico, educador e investigador argentino. Presidió la Academia Nacional de Ciencias de Buenos Aires y la Academia Nacional de Medicina, y en 1979 obtuvo la distinción como Maestro de la Medicina Argentina. En 2003 fue galardonado póstumamente con el Premio Konex de Honor en ciencia y tecnología.

## Biografía
Fustinoni nació en Buenos Aires el 16 de abril de 1909. En 1932 se graduó en medicina con un Diploma de Honor en la Universidad de Buenos Aires. Interesado principalmente en la labor educativa, en 1956 se convirtió en profesor titular de Semiología y Clínica Propedéutica en dicha institución, y entre 1962 y 1966 fue decano de la Facultad de Ciencias Médicas. En 1975 fue nombrado profesor extraordinario emérito de la universidad.
Entre 1956 y 1975 se desempeñó como director del Instituto de Semiología Gregorio Aráoz Alfaro, y entre 1972 y 1973 fue director académico del Hospital de Clínicas José de San Martín. En sus últimos años de carrera, ofició como presidente de la Academia Nacional de Ciencias de Buenos Aires (1989-1993) y de la Academia Nacional de Medicina (1994-1996). Durante su carrera publicó más de doscientos trabajos científicos y fundó variedad de revistas sobre medicina y geriatría.
Fustinoni fue diagnosticado en 1999 con cáncer de páncreas y fue tratado en los Estados Unidos. Falleció en Buenos Aires el 25 de mayo de 2000 a los 91 años y fue sepultado en el cementerio de la Recoleta.
En 2010 su hijo Juan Carlos publicó el libro Mi padre, Osvaldo Fustinoni (1909-2000), acerca de la trayectoria como médico y educador de Fustinoni.

## Premios y reconocimientos
- 1964 - Orden al Mérito y Palmas Académicas. Gobierno de Francia.[2]
- 1974 - Premio Mariano Castex a la Docencia Universitaria.[6]
- 1979 - Maestro de la Medicina Argentina.[2]
- 1979 - Premio Barón Hirsch.[2]
- 1979 - Laurel de Plata del Club Rotario.[7]
- 1989 - Premio Manzana de las Luces.[2]
- 1989 - Maestro de la Gerontología Argentina.[2]
- 1997 - Mayor Notable Argentino. Cámara de Diputados de la Nación Argentina.[2]
- 2003 - Premio Konex de Honor en ciencia y tecnología.[2]